# Eurodryas sareptana
Eurodryas sareptana är en fjärilsart som beskrevs av Otto Staudinger 1861. Eurodryas sareptana ingår i släktet Eurodryas och familjen praktfjärilar. Inga underarter finns listade i Catalogue of Life.